# Благовещенский сельский совет (Каменско-Днепровский район)
Благовещенский сельский совет (укр. Благовіщенська сільська рада) — входит в состав
Каменско-Днепровского района
Запорожской области
Украины.
Административный центр сельского совета находится в 
с. Благовещенка.

## История
- 1918 — дата образования.

## Населённые пункты совета
- с. Благовещенка
- с. Шляховое